# 湖北荚蒾
湖北荚蒾（学名：Viburnum hupehense）为五福花科荚蒾属的植物，为中国的特有植物。分布在中国大陆的河南、宁夏、陕西、云南、贵州、湖北、甘肃、四川等地，生长于海拔800米至3,300米的地区，目前尚未由人工引种栽培。

## 别名
西南荚蒾（植物分类学报）

## 异名
- Viburnum hupehense Rehd. ssp. septentrionale Hsu